# Burg Istein
Die Burg Istein ist die Ruine einer Felsenburg auf dem Isteiner Klotz bei dem Ortsteil Istein der Gemeinde Efringen-Kirchen im Landkreis Lörrach in Baden-Württemberg. Es sind nur noch geringe Mauerreste vorhanden

## Geschichte
Im 11. bis 12. Jahrhundert wurde die Burg von den Bischöfen von Basel erbaut und erstmals 1185 und dann wieder um 1233 als castrum Istein erwähnt. 1410 bis 1411 wurde die Burg von Basler Truppen geschleift. Zwischenzeitliche Besitzer der verpfändeten Burg waren Jakob von Waldkron, Werner Schaler, die Stadt Basel, Österreich, Burkhart Münch von Landskron der ae. und der jün., die Grafen von Freiburg und die Markgrafen von Sausenberg.
1900 bis 1914 wurde die Burganlage als Festung ausgebaut, ab 1936 in den Westwall mit einbezogen und nach Ende des Zweiten Weltkriegs nach 1945 gesprengt.

## St. Veitskapelle
Die um 1100 bis 1200 erbaute St. Veitskapelle soll eine von ursprünglich zwei Burgkapellen gewesen sein, deren Überreste in einer Nische in steil aufsteigender Felswand weithin sichtbar sind. Die kleine Kapelle, die nach der Zerstörung der Burg 1650 wieder aufgebaut wurde und nach der Sprengung 1947 in Trümmern lag, wurde in den achtziger Jahren zum großen Teil wieder aufgebaut.